# Nový Svět (Olomouc)
Nový Svět (Duits: Neue Welt en Salzergut, soms Nový Svět u Olomouce ter onderscheiding van andere plaatsen met dezelfde naam) is een wijk en kadastrale gemeente in het zuiden van de statutaire stad Olomouc. Tussen 1850 en 1919 was Nový Svět een zelfstandige gemeente. De wijk telt zo'n 1000 inwoners.

## Geschiedenis
De huidige wijk is ontstaan nadat het oorspronkelijke dorp met de namen Dědinka en Salzergut gesloopt werd in verband met de bouw van vestingwerken rond de stad Olomouc. Het oorspronkelijke dorp lag aan de rivier Morava.
- 1314 – Eerste vermelding van de plaats met de naam Dědinka
- 1850 – Nový Svět ontstaat als gemeente
- 1919 – De gemeente Nový Svět gaat op in Olomouc
- 1923 – Er wordt een filiaal van de bibliotheek van Olomouc in Nový Svět geopend

## Aanliggende kadastrale gemeenten
| Aanliggende kadastrale gemeenten | Aanliggende kadastrale gemeenten | Aanliggende kadastrale gemeenten | Aanliggende kadastrale gemeenten | Aanliggende kadastrale gemeenten |
| -------------------------------- | -------------------------------- | -------------------------------- | -------------------------------- | -------------------------------- |
|                                  |                                  |                                  |                                  |                                  |
|                                  |                                  |                                  |                                  |                                  |
| Hodolany                         | Holice                           |                                  |                                  |                                  |
|                                  |                                  |                                  |                                  |                                  |
|                                  |                                  |                                  |                                  |                                  |

Bělidla ·
Černovír ·
Droždín ·
Chomoutov ·
Chválkovice ·
Hejčín ·
Hodolany ·
Holice ·
Klášterní Hradisko ·
Lazce ·
Lošov ·
Nedvězí ·
Nemilany ·
Neředín ·
Nová Ulice ·
Nové Sady ·
Nový Svět ·
Olomouc-město ·
Pavlovičky ·
Povel ·
Radíkov ·
Řepčín ·
Slavonín ·
Svatý Kopeček ·
Topolany ·
Týneček